# Тетризолин
Тетризолин (tetryzoline) или тетрахидрозолин (tetrahydrozoline), е химическо съединение, производно на имидазолина (imidazoline), което намира приложение в капките за очи и спрейовете за нос. Други производни включват нафазолин (naphazoline), оксиметазолин (oxymetazoline) и ксилометазолин (xylometazoline). „Тетризолин“ е международното непатентовано наименование на съединението а названието по IUPAC е: (RS)-2-(1,2,3,4-tetrahydronaphthalen-1-yl)-4,5-dihydro-1H-imidazole
Основният механизъм на действие на тетрахидрозолина е свиването на кръвоносните съдове на конюнктивата, с което се облекчава зачервяването на очите, причинено от леки очни дразнители, парене, сълзене, умора и претоварване, замърсяване, алергичен конюнктивит, алергични реакции към полени и сенна хрема.
Тетризолинът е само за външно приложение, ако попадне в организма, последиците могат да варират от силно гадене и повръщане, през гърчове, до кома. Трябва да се избягва от пациенти с глаукома (повишение на вътреочното налягане).